# 阿图罗·巴里奥斯
阿图罗·巴里奥斯·弗洛雷斯（西班牙語：Arturo Barrios Flores，1962年12月12日—），出生于墨西哥城，墨西哥男子长跑运动员。他曾于1989年8月18日创造男子10000米世界纪录，还曾获得1987年泛美运动会和1991年泛美运动会男子5000米金牌。